# Kikōshi Enma
Kikōshi Enma (jap. 鬼公子炎魔) – manga z 2006 roku stworzona przez Gō Nagai. Na jej podstawie w 2008 powstało anime pod przewodnictwem Mamoru Kanbe utrzymane w klimacie horroru, kreujące swoje główne postacie na podstawie folklorystycznych mitów japońskich np. o Śnieżnej damie Yuki-onna oraz władcy podziemi Enmie.

## Fabuła
Seria składa się z czterech epizodów niebezpośrednio ze sobą związanych. Enma oraz Yukihime to wysłannicy piekła, a ich celem jest wyłapanie lub zniszczenie demonów, które zdołały uciec z podziemi. W wykonaniu zadania pomaga im Kapaeru, który przy okazji pracuje w nocnym klubie z dziewczynami.